# Liste des résolutions du Conseil de sécurité des Nations unies sur le Yémen
Cet article dresse une liste des résolutions du Conseil de sécurité des Nations unies concernant le Yémen.

## Yémen
En forme longue la république du Yémen, en arabe al-Yaman, اليَمَن et Al-Jumhuriyah al-Yamaniyah, ﺍﻟﺠﻤﻬﻮﺭﯾّﺔ اليمنية
Le 22 mai 1990, la république arabe du Yémen (Yémen du Nord) et la république démocratique populaire du Yémen (Yémen du Sud) ont fusionné pour former un seul État, la république du Yémen.
- Résolution 29 : admission du Yémen aux Nations unies (adoptée le 12 août 1947 lors de la 190e séance).
- Résolution 179 : rapports du secrétaire général sur les faits nouveaux relatifs au Yémen (adoptée le 11 juin 1963 lors de la 1039e séance).
- Résolution 188 : plainte du Yémen (adoptée le 9 avril 1964).
- Résolution 243 : admission de nouveaux membres : république démocratique populaire du Yémen (adoptée le 12 décembre 1967 lors de la 1384e séance).
- Résolution 924 : situation dans la république du Yémen (cessez-le-feu).
- Résolution 931 : situation dans la république du Yémen (réitère appel cessez-le-feu).
- Résolution 2014 appelant le président yéménite Ali Abdullah Saleh à accepter un plan de paix et à instaurer un cessez-le-feu (adoptée le 21 octobre 2011.
- Résolution 2051 : la situation au Moyen-Orient (adoptée le 12 juin 2012).
- Résolution 2140 : la situation au Moyen-Orient (adoptée le 22 février 2014 lors de la 7119e séance).
- Résolution 2201 : la situation au Moyen-Orient (Yémen) (adoptée le 15 février 2015).
- Résolution 2204 : la situation au Moyen-Orient (Yémen) (adoptée le 24 février 2015).
- Résolution 2216 : la situation au Moyen-Orient (Yémen) (adoptée le 14 avril 2015).
- Résolution 2266 : la situation au Moyen-Orient (Yémen) (adoptée le 24 février 2016).
- Résolution 2342 : la situation au Moyen-Orient (adoptée le 23 février 2017)
- Résolution 2402 : la situation au Moyen-Orient (adoptée le 26 février 2018)
- Résolution 2451 : la situation au Moyen-Orient (adoptée le 21 décembre 2018)
- Résolution 2452 : la situation au Moyen-Orient (adoptée le 16 janvier 2019)
- Résolution 2456 : la situation au Moyen-Orient (adoptée le 26 février 2019)
- Résolution 2481 : la situation au Moyen-Orient (adoptée le 15 juillet 2019)
- Résolution 2505 : la situation au Moyen-Orient (adoptée le 13 janvier 2020)
- Résolution 2511 : la situation au Moyen-Orient (adoptée le 25 février 2020)
- Résolution 2534 : la situation au Moyen-Orient (adoptée le 14 juillet 2020)
- Résolution 2564 : la situation au Moyen-Orient (adoptée le 25 février 2021)
- Résolution 2586 : la situation au Moyen-Orient (adoptée le 14 juillet 2021)
- Résolution 2624 : la situation au Yemen (adoptée le 28 février 2022)
- Résolution 2643 : la situation au Moyen-Orient (MINUAAH) (adoptée le 13 juillet 2022)
- Résolution 2675 : la situation au Moyen-Orient (2140 Comité) (adoptée le 15 février 2023)
- Résolution 2691 : La situation au Moyen-Orient (MINUAAH) (adoptée le 10 juillet 2023)
- Résolution 2707 : La situation au Moyen-Orient (2140 Comité) (adoptée le 14 novembre 2023)
- Résolution 2722 : Maintien de la paix et de la sécurité internationales (adoptée le 10 janvier 2024) - Résolution relative aux attaques perpétrées par les houthistes contre des navires.